# 布莱恩·怀特豪斯
布莱恩·怀特豪斯（英語：Brian Whitehouse；1935年9月8日—2017年1月16日）是一名英格兰职业足球运动员，司职前锋，职业生涯曾效力于西布罗姆维奇、诺维奇城、雷克瑟姆、水晶宫、查尔顿和莱顿东方。
怀特豪斯在1965-1966赛季以7个进球成为水晶宫队内头号射手。在1968年退役后，他也担任过多个教练和球探职位，1975年他曾短暂担任西布罗姆维奇队的看守教练。
怀特豪斯于2017年去世，享年81岁。 